# Hans Christian Lumbye
Hans Christian Lumbye, född 2 maj 1810 i Köpenhamn, död 20 mars 1874 i Köpenhamn, var en dansk kompositör och kapellmästare, känd som skapare av musikstycket Champagnegaloppen och andra kompositioner i lättare anda, såsom en rad valser, polkor och mazurkor. Han var far till Carl Christian och Georg August Lumbye.

## Biografi
Lumbye inledde sin karriär som violinist på 1820-talet. Efter det blev han så småningom kompositör. Många av hans stycken är inspirerade av Johann Strauss den äldre. Lumbyes smeknamn blev därför "Nordens Strauss".
Han har komponerat cirka 600 verk, bland andra Champagnegaloppen och Jernbanegaloppen. Jernbanegaloppen är det stycke som har spelats under "resorna" i det svenska TV-programmet På spåret, medan Champagnegaloppen användes som signaturmelodi i det svenska radioprogrammet Byteskomik[källa behövs]. 
H C Lumbye står staty strax innanför Tivolis huvudingång vid Vesterbrogade.

## Champagnegaloppen
Musikstycket Champagnegaloppen komponerades till Tivolis 2-årsdag den 15 augusti 1845, medan Lumbye var dirigent på Tivoli. Musikstycket börjar med en fanfar och därefter ett "popp" från en champagnekork.